# Vida loca
Vida loca es una serie de televisión producida por Isla Producciones para Telecinco. Estrenada el 13 de marzo de 2011 con buen resultado en la noche del domingo, pero que semanas después, la serie se fue desinflando. Vida loca se centra en las vivencias de una familia desestructurada en la que sus progenitores, divorciados desde hace tres años y con vidas sentimentales muy dispares, abandonan sus respectivas actividades laborales y la ciudad en la que vivían para emprender una nueva etapa en San Sebastián en la que convivirán junto a sus hijos y sus nuevas parejas.

## Historia
Una de las principales novedades de la serie de Telecinco es su duración, con capítulos de 25 minutos y unos guiones que recrean constantes situaciones de humor a partir de sus diálogos y personajes carismáticos y la grabación en un plató con público en directo. El equipo creativo de la serie está encabezado por Víctor García y José Camacho, creadores de 7 vidas, y Jorge Alonso y Víctor Mato, artífices de La pecera de Eva.
El equipo de rodaje de Vida loca y Telecinco llegaron a un acuerdo para la cancelación de la serie debido a la bajada de audiencia que estuvo cosechando en los últimos episodios. La primera y única temporada, constó de 20 capítulos de 25 minutos de duración.
El domingo 3 de julio de 2011, finalizó la primera y única temporada de Vida loca en Telecinco. En el último capítulo titulado "El rap del hetero", Andrés y Juanjo se visten de raperos y hacen creer a los amigos de Marcos que son heterosexuales. El capítulo anotó 510.000 espectadores y 12,6% de cuota. Así, Vida loca se despidió de la audiencia debido a su discreta acogida en ambas franjas horarias.

## Argumento
La serie se centra en el día a día de una familia peculiar, con dos hijos, Laura y Marcos, en la que los padres, divorciados hace tres años, han conseguido rehacer sus vidas. Él, Andrés, con otro hombre: Juanjo, con el que se casa y se instala en San Sebastián. Ella, Ana, con Toti, un chaval al que casi le dobla la edad. Las vidas de todos siguen cruzándose ante la mirada socarrona de la asistenta, Amelia.

## Reparto
- Toni Cantó es Andrés Hita.
- Esther Arroyo es Ana Ferrán.
- Miguel Ángel Muñoz es Toti Blanco.
- Lolita Flores es Amelia.
- Susana Abaitua es Laura Hita.
- Jorge Jurado es Marcos Hita.
- Javier Tolosa es Juanjo.

## Episodios y audiencias
| Temporada | Temporada | Episodios | Estreno             | Final              | Audiencia media | Audiencia media | Audiencia media |
| Temporada | Temporada | Episodios | Estreno             | Final              | Espectadores    | Cuota           |                 |
| --------- | --------- | --------- | ------------------- | ------------------ | --------------- | --------------- | --------------- |
|           | 1         | 20        | 13 de marzo de 2011 | 3 de julio de 2011 | 1 272 000       | 11,5%           |                 |

### Temporada 1: 2011
| N.º (serie) | N.º (temp.) | Título                   | Fecha de emisión    | Audiencia         |
| ----------- | ----------- | ------------------------ | ------------------- | ----------------- |
| 1           | 1           | «¿A quién le importa?»   | 13 de marzo de 2011 | 2 623 000 (14,8%) |
| 1           | 2           | «Pistolón y pistolita»   | 20 de marzo de 2011 | 1 950 000 (10,8%) |
| 1           | 3           | «La casa o la vida»      | 20 de marzo de 2011 | 1 327 000 (10,2%) |
| 1           | 4           | «Amelia tiene un pasado» | 27 de marzo de 2011 | 2 293 000 (11,9%) |
| 1           | 5           | «La Mari de Juanjo»      | 27 de marzo de 2011 | 1 844 000 (12,0%) |
| 1           | 6           | «Andrés cortarrollos»    | 3 de abril de 2011  | 1 849 000 (10,1%) |
| 1           | 7           | «El nombre del padre»    | 3 de abril de 2011  | 1 681 000 (12,0%) |
| 1           | 8           | «Ramito de celos»        | 10 de abril de 2011 | 1 307 000 (12,5%) |
| 1           | 9           | «Los desparejadores»     | 17 de abril de 2011 | 1 530 000 (14,3%) |
| 1           | 10          | «Han bailado bingo»      | 24 de abril de 2011 | 1 495 000 (13,9%) |
| 1           | 11          | «Haciendo el primo»      | 1 de mayo de 2011   | 1 186 000 (7,4%)  |
| 1           | 12          | «Que si la abuela fuma»  | 8 de mayo de 2011   | 1 329 000 (8,2%)  |
| 1           | 13          | «Goteras en el paraíso»  | 15 de mayo de 2011  | 1 125 000 (8,6%)  |
| 1           | 14          | «Duchas y besos»         | 22 de mayo de 2011  | 590 000 (12,0%)   |
| 1           | 15          | «El arte de pedir»       | 29 de mayo de 2011  | 705 000 (14,1%)   |
| 1           | 16          | «Elígeme»                | 5 de junio de 2011  | 593 000 (13,4%)   |
| 1           | 17          | «La madre que te parió»  | 12 de junio de 2011 | 673 000 (11,3%)   |
| 1           | 18          | «Los miserables»         | 19 de junio de 2011 | 374 000 (11,0%)   |
| 1           | 19          | «No me líes, no me líes» | 26 de junio de 2011 | 452 000 (9,5%)    |
| 1           | 20          | «El rap, del hetero»     | 3 de julio de 2011  | 510 000 (12,6%)   |

## Recepción
Aunque las opiniones los críticos fueron positivas, desde los telespectadores la serie no terminó de gustar, siendo las críticas negativas más numerosas que las positivas.
Según la web Telelocura.com, la serie de Telecinco fue «una serie muy esperada» además de contar con «un reparto de actores muy interesante» destacando «la presencia de Lolita o Miguel Ángel Muñoz» En Europa Press.com se dice que «La Vida Loca ha llegado con éxito a Telecinco», «protagonizando un buen debut», todo ello a pesar de que «Los Protegidos, en Antena 3», los hayan superado. Todo esto está respaldado por su primer día de emisión en el que la serie tuvo unos buenos datos, «más de dos millones de espectadores» y «un 14,8% de share».
Sin embargo, la anterior serie del actor Toni Cantó para la misma cadena ha sido considerada por muchos espectadores como superior a «la actual que protagoniza», afirmando que «7 Vidas es un formato inolvidable».  Aparte de esto, el actor Eduardo Casanova, que interpreta a Fidel en Aída en la misma cadena, afirmó en Twitter: «Tres minutos después de ver "Vida Loca" ya puedo decir (con mucho respeto) ¡fracaso!» En la misma comunidad de internet «el descontento [de los telespectadores] era generalizado,» afirmando que la serie no era lo que se había promocionado. En el site vayatele.com se publica un artículo en el que desde el principio pueden verse las connotaciones negativas ya que se titula «"Vida Loca", el horror hecho serie». Continúa diciendo que «aburre. Y mucho. Tanto que crea la necesidad de hacer zapping con facilidad», sigue en otro párrafo diciendo que «carece de gracia» y «está llena de chistes malos y de actuaciones exageradas». Cataloga como lo peor los «tópicos en los que están basados sus personajes», además de afirmar no conseguir «conectar con el público».
Las situaciones que se presentan en la serie son consideradas por El Mundo como «estrambóticas», «divertidas». También se ha considerado como una serie «alocada».